# Бањи ди Лузница (Удине)
Бањи ди Лузница је насеље у Италији у округу Удине, региону Фурланија-Јулијска крајина.
Према процени из 2011. у насељу је живело 96 становника. Насеље се налази на надморској висини од 631 м.